# Ben Scrivens
Benjamin John "Ben" Scrivens, född 28 oktober 1986, är en kanadensisk professionell ishockeymålvakt som spelar för Montreal Canadiens i National Hockey League (NHL). Han har tidigare spelat på NHL-nivå för Toronto Maple Leafs, Los Angeles Kings och Edmonton Oilers och på lägre nivåer för Toronto Marlies och Bakersfield Condors i American Hockey League (AHL), Reading Royals i ECHL och Cornell Big Red i National Collegiate Athletic Association (NCAA).
Scrivens blev aldrig draftad av något lag. Han skrev kontrakt med Toronto Maple Leafs, men blev sedan bortbytt till Los Angeles Kings. Efter att ha inlett säsongen 2013-2014 som Jonathan Quicks backup så blev han bortbytt till Edmonton Oilers.